# 高橋進 (政治学者・イタリア政治)
高橋 進（たかはし すすむ、1949年7月7日 - ）は、日本の政治学者。龍谷大学法学部名誉教授。専門は、イタリア政治、ファシズム研究。

## 来歴
福井県生まれ。大阪市立大学法学部卒業。ローマ大学留学を経て、大阪市立大学大学院法学研究科修了。佐賀大学教養部助教授、広島大学法学部助教授・教授を経て、1992年から龍谷大学法学部教授。2018年定年退職。

## 著書

### 単著
- 『イタリア・ファシズム体制の思想と構造』（法律文化社, 1997年）
- 『《世界史リブレット人》088．ムッソリーニ 帝国を夢みた政治家』（山川出版社, 2020年）

### 共編著
- （山口定）『ヨーロッパ新右翼』（朝日新聞社, 1998年）
- （坪郷實）『ヨーロッパ・デモクラシーの新世紀――グローバル化時代の挑戦』（早稲田大学出版部, 2006年）

### 訳書
- H-U・ヴェーラー『近代化理論と歴史学』（未來社, 1977年）
- Ph・C・シュミッター, G・レームブルッフ編『現代コーポラティズム（1・2）』（木鐸社, 1984年-1986年）
- ヴィクトリア・デ・グラツィア『柔らかいファシズム――イタリア・ファシズムと余暇の組織化』（有斐閣, 1989年）
- J・リンス『全体主義体制と権威主義体制』（法律文化社, 1995年）
- フランコ・フェラレージ『現代イタリアの極右勢力――第二次世界大戦後のイタリアにおける急進右翼』（大阪経済法科大学出版部, 2003年）